# Соколовский, Александр Витальевич
Алекса́ндр Вита́льевич Соколо́вский (род. 12 февраля 1989, Ленинград) — российский актёр театра и кино, победитель шестого сезона телевизионного шоу «Ледниковый период». Получил популярность благодаря роли хоккеиста Егора Щукина (Щуки) в телесериале «Молодёжка».

## Биография
Родился 12 февраля 1989 года в Ленинграде.
В ГИТИСе обучался в мастерской Евгения Стеблова. В конце четвёртого курса познакомиля с выпускниками режиссёрского факультета, которые организовали свой собственный театр. Окончил ГИТИС в 2009 году. После ВУЗа работал не по профессии, однако вскоре ему позвонили с «Мосфильма» и пригласили на кастинг в исторический телесериал «Раскол», где он сыграл одного из ключевых персонажей — Савву. Снимался в сериалах «Метод Лавровой-2» и «Страсти по Чапаю».
Наибольшую известность ему принесла роль хоккеиста Егора Щукина в телесериале «Молодёжка».
С 2014 по 2019 год — артист Московского Губернского Театра (художественный руководитель — Сергей Безруков).
С 1 октября по 24 декабря 2016 года принимал участие в шоу «Ледниковый период 2016» на Первом канале, где стал победителем в паре с Аделиной Сотниковой.

## Личная жизнь
В ноябре 2020 года женился на модели Светлане. Позже развелись.
В конце 2023 года Соколовский женился на блогере и фитнес-тренере Соне Некс.

## Театральные работы

### Московский губернский театр
- 2014 — «Весна» (по рассказам Михаила Задорнова, режиссёры Евгений Гомоной и Степан Куликов) — Юра
- 2014 — «Посвящение Лермонтову» (музыкально-поэтический вечер по произведениям Михаила Лермонтова и романсам на его стихи)
- 2014 — «Книга джунглей. Маугли» (по рассказам Редьярда Киплинга, режиссёр Татьяна Вдовиченко) — Маугли
- 2015 — «Остров сокровищ» (по роману Роберта Льюиса Стивенсона, режиссёр Алексей Серов) — Джим Хокинс, молодой капитан
- 2017 — «Приключения Фандорина» (по роману Бориса Акунина «Левиафан», режиссёр Татьяна Вдовиченко) — Эраст Петрович Фандорин

## Фильмография
| Год       |     | Название                            | Роль                                                                  |
| --------- | --- | ----------------------------------- | --------------------------------------------------------------------- |
| 2005      | с   | Каменская                           | официант (4 сезон, 9–12 серии)                                        |
| 2008      | с   | Понять. Простить                    | Павел Чернов (134-я серия)                                            |
| 2008      | ф   | Все умрут, а я останусь             | школьник, снимающий драку на телефон                                  |
| 2009      | кор | Хочу с тобой                        | Парень из клуба                                                       |
| 2009      | ф   | Россия 88                           | Парень из банды                                                       |
| 2009      | с   | Адвокатессы                         | Имя персонажа не указано (8-й фильм)                                  |
| 2011      | с   | Раскол                              | Савва                                                                 |
| 2012      | с   | Команда Че                          | Саша Луковцев                                                         |
| 2012      | с   | Хвост                               | Вадим (29-я серия)                                                    |
| 2013      | с   | Метод Лавровой 2                    | Егор Аркадьев, курсант                                                |
| 2013      | с   | Страсти по Чапаю                    | Петька Исаев (Петька), ординарец Чапаева                              |
| 2013      | с   | Вангелия                            | Алексей Незнамов, внук Ольги и Алексея                                |
| 2013      | с   | До смерти красива                   | Саша, брат Даши                                                       |
| 2013—2019 | с   | Молодёжка                           | Егор Щукин                                                            |
| 2013      | с   | Сын отца народов                    | Хоккеист из команды В. Сталина                                        |
| 2014—2017 | с   | Склифосовский                       | Артём Павлов (3—5 сезоны)                                             |
| 2016      | кор | Невыполненное обещание              | парень                                                                |
| 2016      | ф   | Одноклассницы                       | бармен                                                                |
| 2016      | ф   | Суперплохие                         | Дима                                                                  |
| 2016      | с   | Время дочерей                       | Максим                                                                |
| 2016      | ф   | Жизнь без Веры                      | Вася Новиков                                                          |
| 2017      | с   | Вы все меня бесите!                 | Тимур, графический дизайнер в редакции журнала «NOWADAYS» (9-я серия) |
| 2017      | с   | Ветер перемен                       | Вова, отец ребёнка Ольги                                              |
| 2017      | с   | Завещание принцессы                 | принц Феликс                                                          |
| 2017      | кор | Трейлер: История одного киномана    | мажор                                                                 |
| 2017      | ф   | Очередная комедия про неудачника    | мажор                                                                 |
| 2018      | с   | Вопреки судьбе                      | Павел Алексеев                                                        |
| 2018      | с   | Мои дорогие                         | Костя, сын Валентины                                                  |
| 2018—2021 | с   | Бывшие                              | Частный детектив                                                      |
| 2018      | с   | Проклятие спящих                    | Константин Щуляев, фотограф                                           |
| 2018      | ф   | Рубеж                               | особист                                                               |
| 2018      | с   | Один в поле воин                    | Андрей Перевезьев, капитан, лётчик                                    |
| 2018      | с   | Сувенир из Одессы                   | Матвей Грач в 1916 году                                               |
| 2018      | с   | Султан моего сердца                 | Николай                                                               |
| 2019      | с   | Дорога домой                        | Антон Калинин                                                         |
| 2019      | с   | Я тоже его люблю                    | Егор Сорокин                                                          |
| 2019      | с   | Клевер желаний                      | Андрей Кудрявцев                                                      |
| 2019      | с   | Ваше время и стекло. Женская версия | Демихов                                                               |
| 2019—2021 | с   | Гранд                               | Юрий Сергеевич, врач (3—5 сезоны)                                     |
| 2019      | кор | Зеркало Шекспира                    | Имя персонажа не указано                                              |
| 2020      | с   | Магомаев                            | Сергей Бережной                                                       |
| 2020      | с   | Смерть в объективе. Аура убийства   | Родион, хозяин завода, племянник Елены                                |
| 2021      | с   | Вне себя                            | Степан                                                                |
| 2021      | с   | Предпоследняя инстанция             | Эдвардс                                                               |
| 2021      | ф   | Вещий Олег (в производстве)         | Славко                                                                |
| 2021      | с   | Трейдер (в производстве)            | Пётр                                                                  |
| 2021      | с   | Фальшивый флаг (в производстве)     | Имя персонажа не указано                                              |
| 2022      | ф   | Ботан и супербаба                   | Олег                                                                  |
| 2024      | ф   | Любовь со второго взгляда           | Данила Митрохин                                                       |

Участие в клипах
- 2015 — «Лифт» — группа «Пицца»[4]

Телевидение
- 2013 — Нереальная история (2-й сезон) (СТС) — Золотарёв, помощник полковника КГБ